# Dźwiniacz (rejon czortkowski)
Dźwiniacz (ukr. Дзвиняч) – wieś na Ukrainie w rejonie czortkowskim należącym do obwodu tarnopolskiego.
Znajduje się tu przystanek kolejowy Dźwiniacz, położony na linii Biała Czortkowska – Zaleszczyki – Stefaneszty.
W II Rzeczypospolitej w powiecie zaleszczyckim województwa tarnopolskiego. W 1921 roku liczył 1641 mieszkańców, w tym 1340 Ukraińców, 290 Polaków i 11 Żydów. W wiosce znajdowała się jedna z największych podolskich winnic, licząca 25 tys. krzewów. Jej właścicielem był Józef Wartanowicz, polski Ormianin, oficer 2 Pułku Artylerii Polowej. 
Podczas II wojny światowej ukraińscy nacjonaliści zabili 28 polskich mieszkańców wsi. Od 10 września 1941 do 7 maja 1942 w Dźwiniaczu istniał niemiecki obóz pracy dla Żydów.